# Primeiro-ministro da Jordânia
O primeiro-ministro da Jordânia é o chefe de governo do Reino Hachemita da Jordânia.
O primeiro-ministro é indicado pelo Rei da Jordânia, junto com outros ministros e membros do governo que recomendam o novo primeiro-ministro. O Parlamento da Jordânia, em seguida, aprova o programa legislativo do novo governo, antes que o novo governo assuma formalmente o gabinete. Não há limites constitucionais sobre o mandato de um primeiro-ministro, e vários deles serviram múltiplos mandatos não-consecutivos.
Os últimos cinco anos viram seis primeiros-ministros diferentes serem nomeados. Enquanto o governo cita essa variação como um sinal de abertura do rei para uma reforma, os críticos alegam que possa ser uma tentativa de desviar a atenção da percepção do absolutismo do rei.

## Lista
Esta é uma lista de primeiros-ministros da Jordânia desde 1921.
| Nome                                                            | Nome                                   | Retrato | Nascimento-Morte | Tomou posse             | Deixou o cargo                       | Partido                     | Chefe de Estado |
| --------------------------------------------------------------- | -------------------------------------- | ------- | ---------------- | ----------------------- | ------------------------------------ | --------------------------- | --------------- |
| • Emirado da Transjordânia (1921–1946) •                        |                                        |         |                  |                         |                                      |                             |                 |
| 1                                                               | Rashid Tali’a                          |         | 1877–1926        | 11 de abril de 1921     | 5 de agosto de 1921                  | Partido Independência       | Abdullah        |
| 2                                                               | Mazhar Raslan (1º mandato)             |         | ?–?              | 15 de agosto de 1921    | 10 de março de 1922                  | Independente                | Abdullah        |
| 3                                                               | 'Ali Rida Basha al-Rikabi (1º mandato) |         | 1864–1943        | 10 de março de 1922     | 1 de fevereiro de 1923               | Militar                     | Abdullah        |
| 4                                                               | Mazhar Raslan (2º mandato, interino)   |         | ?–?              | 1 de fevereiro de 1923  | 5 de setembro de 1923                | Independente                | Abdullah        |
| 5                                                               | Hasan Khalid Abu al-Huda (1º mandato)  |         | 1871–1936        | 5 de setembro de 1923   | 3 de março de 1924                   | Independente                | Abdullah        |
| 6                                                               | 'Ali Rida Basha al-Rikabi (2º mandato) |         | 1864–1943        | 3 de março de 1924      | 26 de junho de 1926                  | Militar                     | Abdullah        |
| 7                                                               | Hasan Khalid Abu al-Huda (2º mandato)  |         | 1871–1936        | 26 de junho de 1926     | 22 de fevereiro de 1931              | Independente                | Abdullah        |
| 8                                                               | Abdallah Sarraj                        |         | ?–?              | 22 de fevereiro de 1931 | 18 de outubro de 1933                | Independente                | Abdullah        |
| 9                                                               | Ibrahim Hashem (1º mandato)            |         | 1878–1958        | 18 de outubro de 1933   | 28 de setembro de 1938               | Independente                | Abdullah        |
| 10                                                              | Tawfik Abu al-Huda (1º mandato)        |         | 1894–1956        | 28 de setembro de 1938  | 15 de outubro de 1944                | Independente                | Abdullah        |
| 11                                                              | Samir al-Rifai (1º mandato)            |         | 1901–1965        | 15 de outubro de 1944   | 19 de maio de 1945                   | Independente                | Abdullah        |
| 12                                                              | Ibrahim Hashem (2º mandato)            |         | 1878–1958        | 19 de maio de 1945      | 25 de maio de 1946                   | Independente                | Abdullah        |
| • Reino Hachemita da Transjordânia / Jordânia (1946–Presente) • |                                        |         |                  |                         |                                      |                             |                 |
| 13                                                              | Ibrahim Hashem (2º mandato)            |         | 1878–1958        | 25 de maio de 1946      | 4 de fevereiro de 1947               | Independente                | Abdullah I      |
| 14                                                              | Samir al-Rifai (2º mandato)            |         | 1901–1965        | 4 de fevereiro de 1947  | 28 de dezembro de 1947               | Independente                | Abdullah I      |
| 15                                                              | Tawfik Abu al-Huda (2º mandato)        |         | 1894–1956        | 28 de dezembro de 1947  | 12 de abril de 1950                  | Independente                | Abdullah I      |
| 16                                                              | Sa`id al-Mufti (1º mandato)            |         | 1898–1989        | 12 de abril de 1950     | 4 de dezembro de 1950                | Independente                | Abdullah I      |
| 17                                                              | Samir al-Rifai (3º mandato)            |         | 1901–1965        | 4 de dezembro de 1950   | 25 de julho de 1951                  | Independente                | Abdullah I      |
| 18                                                              | Tawfik Abu al-Huda (3º mandato)        |         | 1894–1956        | 25 de julho de 1951     | 5 de maio de 1953                    | Independente                | Talal           |
| 19                                                              | Fawzi al-Mulki                         |         | 1910–1962        | 5 de maio de 1953       | 4 de maio de 1954                    | Independente                | Hussein         |
| 20                                                              | Tawfik Abu al-Huda (4º mandato)        |         | 1894–1956        | 4 de maio de 1954       | 30 de maio de 1955                   | Independente                | Hussein         |
| 21                                                              | Sa`id al-Mufti (2º mandato)            |         | 1898–1989        | 30 de maio de 1955      | 15 de dezembro de 1955               | Independente                | Hussein         |
| 22                                                              | Hazza' al-Majali (1º mandato)          |         | 1917–1960        | 15 de dezembro de 1955  | 21 de dezembro de 1955               | Independente                | Hussein         |
| 23                                                              | Ibrahim Hashem (3º mandato, interino)  |         | 1878–1958        | 21 de dezembro de 1955  | 8 de janeiro de 1956                 | Independente                | Hussein         |
| 24                                                              | Samir al-Rifai (4º mandato)            |         | 1901–1965        | 8 de janeiro de 1956    | 22 de maio de 1956                   | Independente                | Hussein         |
| 25                                                              | Sa`id al-Mufti (3º mandato)            |         | 1898–1989        | 22 de maio de 1956      | 1 de julho de 1956                   | Independente                | Hussein         |
| 26                                                              | Ibrahim Hashem (4º mandato)            |         | 1878–1958        | 1 de julho de 1956      | 29 de outubro de 1956                | Independente                | Hussein         |
| 27                                                              | Sulayman al-Nabulsi                    |         | 1908–1976        | 29 de outubro de 1956   | 13 de abril de 1957                  | Partido Nacional Socialista | Hussein         |
| 29                                                              | Husayin al-Khalidi                     |         | 1895–1966        | 15 de abril de 1957     | 24 de abril de 1957                  | Independente                | Hussein         |
| 30                                                              | Ibrahim Hashem (5º mandato)            |         | 1878–1958        | 24 de abril de 1957     | 18 de maio de 1958                   | Independente                | Hussein         |
| 31                                                              | Samir al-Rifai (5º mandato)            |         | 1901–1965        | 18 de maio de 1958      | 6 de maio de 1959                    | Independente                | Hussein         |
| 32                                                              | Hazza' al-Majali (2º mandato)          |         | 1917–1960        | 6 de maio de 1959       | 29 de agosto de 1960 (assassinado)   | Independente                | Hussein         |
| 33                                                              | Bahjat Talhouni (1º mandato)           |         | 1913–1994        | 29 de agosto de 1960    | 28 de janeiro de 1962                | Independente                | Hussein         |
| 34                                                              | Wasfi al-Tal (1º mandato)              |         | 1919–1971        | 28 de janeiro de 1962   | 27 de maço de 1963                   | Independente                | Hussein         |
| 35                                                              | Samir al-Rifai (6º mandato)            |         | 1901–1965        | 27 de março de 1963     | 21 de abril de 1963                  | Independente                | Hussein         |
| 36                                                              | Hussein ibn Nasser (1º mandato)        |         | 1902–1982        | 21 de abril de 1963     | 6 de julho de 1964                   | Independente                | Hussein         |
| 37                                                              | Bahjat Talhouni (2º mandato)           |         | 1913–1994        | 6 de julho de 1964      | 14 de fevereiro de 1965              | Independente                | Hussein         |
| 38                                                              | Wasfi al-Tal (2º mandato)              |         | 1919–1971        | 14 de fevereiro de 1965 | 4 de março de 1967                   | Independente                | Hussein         |
| 39                                                              | Hussein ibn Nasser (2º mandato)        |         | 1902–1982        | 4 de março de 1967      | 23 de abril de 1967                  | Independente                | Hussein         |
| 40                                                              | Saad Jumaa                             |         | 1916–1979        | 23 de abril de 1967     | 7 de outubro de 1967                 | Independente                | Hussein         |
| 41                                                              | Bahjat Talhouni (3º mandato)           |         | 1913–1994        | 7 de outubro de 1967    | 24 de março de 1969                  | Independente                | Hussein         |
| 42                                                              | Abdelmunim al-Rifai (1º mandato)       |         | 1917–1985        | 24 de março de 1969     | 13 de agosto de 1969                 | Independente                | Hussein         |
| 43                                                              | Bahjat Talhouni (4º mandato)           |         | 1913–1994        | 13 de agosto de 1969    | 27 de junho de 1970                  | Independente                | Hussein         |
| 44                                                              | Abdelmunim al-Rifai (2º mandato)       |         | 1917–1985        | 27 de junho de 1970     | 16 de setembro de 1970               | Independente                | Hussein         |
| 45                                                              | Mohammad Daoud Al-Abbasi               |         | 1914–1972        | 16 de setembro de 1970  | 26 de setembro de 1970               | Independente                | Hussein         |
| 46                                                              | Ahmad Toukan                           |         | 1903–1981        | 26 de setembro de 1970  | 28 de outubro de 1970                | Independente                | Hussein         |
| 47                                                              | Wasfi al-Tal (3º mandato)              |         | 1919–1971        | 28 de outubro de 1970   | 28 de novembro de 1971 (assassinado) | Independente                | Hussein         |
| 48                                                              | Ahmad al-Lawzi                         |         | 1925–            | 29 de novembro de 1971  | 26 de maio de 1973                   | Independente                | Hussein         |
| 49                                                              | Zaid al-Rifai (1º mandato)             |         | 1936–            | 26 de maio de 1973      | 13 de julho de 1976                  | Independente                | Hussein         |
| 50                                                              | Mudar Badran (1º mandato)              |         | 1934–            | 13 de julho de 1976     | 19 de dezembro de 1979               | Independente                | Hussein         |
| 51                                                              | Abdelhamid Sharaf                      |         | 1939–1980        | 19 de dezembro de 1979  | 3 de julho de 1980 (morreu no cargo) | Independente                | Hussein         |
| 52                                                              | Kassim al-Rimawi                       |         | 1918–1982        | 3 de julho de 1980      | 28 de agosto de 1980                 | Independente                | Hussein         |
| 53                                                              | Mudar Badran (2º mandato)              |         | 1934–            | 28 de agosto de 1980    | 10 de janeiro de 1984                | Independente                | Hussein         |
| 54                                                              | Ahmad Obeidat                          |         | 1938–            | 10 de janeiro de 1984   | 4 de abril de 1985                   | Independente                | Hussein         |
| 55                                                              | Zaid al-Rifai (2º mandato)             |         | 1936–            | 4 de abril de 1985      | 27 de abril de 1989                  | Independente                | Hussein         |
| 56                                                              | Zaid ibn Shaker (1º mandato)           |         | 1934–2002        | 27 de abril de 1989     | 4 de dezembro de 1989                | Independente                | Hussein         |
| 57                                                              | Mudar Badran (3º mandato)              |         | 1934–            | 4 de dezembro de 1989   | 19 de junho de 1991                  | Independente                | Hussein         |
| 58                                                              | Taher al-Masri                         |         | 1942–            | 19 de junho de 1991     | 21 de novembro de 1991               | Independente                | Hussein         |
| 59                                                              | Zaid ibn Shaker (2º mandato)           |         | 1934–2002        | 21 de novembro de 1991  | 29 de maio de 1993                   | Independente                | Hussein         |
| 60                                                              | Abdelsalam al-Majali (1º mandato)      |         | 1925–            | 29 de maio de 1993      | 7 de janeiro de 1995                 | Independente                | Hussein         |
| 61                                                              | Zaid ibn Shaker (3º mandato)           |         | 1934–2002        | 7 de janeiro de 1995    | 4 de fevereiro de 1996               | Independente                | Hussein         |
| 62                                                              | Abdul Karim al-Kabariti                |         | 1949–            | 4 de fevereiro de 1996  | 9 de março de 1997                   | Independente                | Hussein         |
| 63                                                              | Abdelsalam al-Majali (2º mandato)      |         | 1925–            | 9 de março de 1997      | 20 de agosto de 1998                 | Independente                | Hussein         |
| 64                                                              | Fayez al-Tarawneh (1º mandato)         |         | 1949–            | 20 de agosto de 1998    | 4 de março de 1999                   | Independente                | Hussein         |
| 65                                                              | Abdelraouf al-Rawabdeh                 |         | 1939–            | 4 de março de 1999      | 19 de junho de 2000                  | Independente                | Abdullah II     |
| 66                                                              | Ali Abu al-Ragheb                      |         | 1946–            | 19 de junho de 2000     | 25 de outubro de 2004                | Independente                | Abdullah II     |
| 67                                                              | Faisal al-Fayez                        |         | 1952–            | 25 de outubro de 2004   | 6 de abril de 2005                   | Independente                | Abdullah II     |
| 68                                                              | Adnan Badran                           |         | 1935–            | 6 de abril de 2005      | 27 de novembro de 2005               | Independente                | Abdullah II     |
| 69                                                              | Marouf al-Bakhit (1º mandato)          |         | 1947–            | 27 de novembro de 2005  | 25 de novembro de 2007               | Independente                | Abdullah II     |
| 70                                                              | Nader al-Dahabi                        |         | 1946–            | 25 de novembro de 2007  | 14 de dezembro de 2009               | Independente                | Abdullah II     |
| 71                                                              | Samir Rifai                            |         | 1966–            | 14 de dezembro de 2009  | 9 de fevereiro de 2011               | Independente                | Abdullah II     |
| 72                                                              | Marouf al-Bakhit (2º mandato)          |         | 1947–            | 9 de fevereiro de 2011  | 24 de outubro de 2011                | Independente                | Abdullah II     |
| 73                                                              | Awn Shawkat Al-Khasawneh               |         | 1950–            | 24 de outubro de 2011   | 2 de maio de 2012                    | Independente                | Abdullah II     |
| 74                                                              | Fayez al-Tarawneh (2º mandato)         |         | 1949–            | 2 de maio de 2012       | 11 de outubro de 2012                | Independente                | Abdullah II     |
| 75                                                              | Abdullah Ensour                        |         | 1939–            | 11 de outubro de 2012   | 1 de junho de 2016                   | Independente                | Abdullah II     |
| 78                                                              | Hani al-Mulki                          |         | 1951             | 1 de junho de 2016      | 14 de junho de 2018                  | Independente                | Abdullah II     |
| 79                                                              | Omar al-Razzaz                         |         | 1961             | 14 de junho de 2018     | 12 de outubro de 2020                | Independente                | Abdullah II     |
| 80                                                              | Bisher Al-Khasawneh                    |         | 1969             | 12 de outubro de 2020   | 18 de setembro de 2024               | Independente                | Abdullah II     |
| 81                                                              | Jafar Hassan                           |         | 1968             | 18 de setembro de 2024  | presente                             | Independente                |                 |